# Cardani
Cardani en Jada zijn historisch Italiaans historische merken van race-motorfietsen.
De beide Milanese constructeurs Carlo Savaré en Daniele Fontana bouwden in 1967 een racemotor met een 498cc-driecilinder viertaktmotor met vier kleppen per cilinder onder de merknaam "Cardani". De machine was ontwikkeld voor Jack Findlay en leek technisch veel op de MV Agusta-driecilinders.
Het motorblok zat ver naar voren omdat Findlay graag veel gewicht op het voorwiel wilde hebben. Door geldgebrek werd de machine nooit ingezet en Fontana en Findlay bouwden in 1971 samen een frame voor een Suzuki TR 500 motorblok die ze onder de naam Jada inzetten. Deze naam kwam van de voornamen van Jack Findlay en Daniele Fontana.